# August Anderson i Västanå
Anders August Anderson (i riksdagen kallad Anderson i Västanå), född 4 februari 1817 i Hogstads församling, Östergötlands län, död 11 mars 1883 i Västra Skrukeby församling, Östergötlands län, var en svensk lantbrukare och politiker. Han var son till rusthållaren och riksdagsmannen för bondeståndet Jakob Petter Andersson i Bocketorp.
August Anderson var ledande kommunalman i Västra Skrukeby och var också ledamot av Östergötlands läns landsting 1866–1867 samt 1874–1879.
Anderson företrädde bondeståndet i Lysings och Göstrings härader vid ståndsriksdagarna 1859/1860, 1862/1863 samt 1865/1866, och var efter tvåkammarriksdagens införande ledamot i andra kammaren för Lysings och Göstrings domsagas valkrets 1867–1869 samt 1876–1880. År 1867 tillhörde han Ministeriella partiet, men övergick till Nyliberala partiet 1868 och kvarstod där mandatperioden ut. Under sin andra riksdagsperiod var han partilös.
I riksdagen var han bland annat ledamot i bevillningsutskottet 1867 samt suppleant i konstitutionsutskottet 1876–1880. Han engagerade sig bland annat i skattefrågor, järnvägsbyggande samt villkoren för brännvinstillverkning.